# Affidamento condiviso (ordinamento argentino)
L'affidamento collettivo (in lingua spagnola-castigliana custodia compartida) è la situazione giuridica in cui, in caso di separazione coniugale o di divorzio, entrambi i genitori portano il compito di essere affidatari dei loro figli minori, in condizioni di parità e diritti su di loro. Non si deve confondere la tutela legale dei diritti genitoriali.

## Quadro generale
L'affidamento condiviso non è un caso eccezionale, i genitori hanno ancora la custodia dei due figli. Si contrappone alla figura della custodia monoparentale che è invece tradizionale nei paesi di cultura latina. L'affidamento condiviso si ha negli stati in cui il Giudice in fase giudiziaria ha il potere di adottare tali misure applicabili alla separazione o al divorzio. Si contrappone alla figura della custodia monoparentale, che è comune nei paesi di tradizione latine dove, in caso di divorzio, indipendentemente dalla causa, è di solito dato affidamento ad uno dei genitori, dando all'altro il diritto di visita e il pagamento di un assegno di mantenimento. In alcuni casi, l'affidamento condiviso costituisce la risoluzione dei conflitti post-coniugali in modo soddisfacente per le tre parti coinvolte: bambini, madre e padre. Ma molti altri in cui non riesce, creando problemi come la mancanza di pagamento degli alimenti, la distanza del genitore in visita e il dolore dei bambini non avendo uno dei loro genitori.
Ecco perché  presumibilmente si considera scelta migliore l'affidamento congiunto, un concetto che implica che entrambi i genitori devono sostenere e crescere i loro bambini, nonostante il divorzio.
L'affidamento condiviso, ispirato al diritto anglo-sassone, non è stato ancora entrato nella legislazione in molti casi, anche se più e più paesi stanno adottando.

## La situazione argentina
Durante il matrimonio, la custodia dei figli è condivisa.  Entrambi i genitori hanno l'affidamento congiunto o custodia di essi.  Quando una coppia divorzia il peggior problema da risolvere è di solito la custodia dei figli.
La custodia non è solo i senso fisico, perché si riferisce alla serie di diritti e doveri derivanti dall'esercizio della genitorialità.
Da sempre l'opinione pubblica è resa sensibile sul fatto che rispetto a  tutte le madri coinvolte con i loro figli, l'idea stessa di separarsi da loro e diventare un "visitatore", provoca un intenso dolore, una profonda disperazione e confusione travolgente, le crisi portano spesso a situazioni di impotenza e di personale di auto-distruzione.
La legge e la giurisprudenza fino al 1980 hanno stabilito che l'affidamento dei figli minori è la madre.  Le riforme degli anni 1980 hanno stabilito che l'autorità parentale è detenuto da chi ha l'affidamento, completando il quadro desolante del padre "non convivente" per la quale mantenere solo il diritto a "visite" e il pagamento del cosiddetto "cibo".
Di solito è la madre che resta sotto la custodia dei figli, e con tutte le responsabilità dei compiti genitoriali coinvolte. Gli alimenti che saranno presto insufficienti e la madre inizia ad allontanare il bambino cerca di produrre reddito e aumentare il cambiamento, trasformando la sua rabbia contro il suo ex coniuge, la scarsità dell'assegno e rinviare la propria vita emotiva e del personale.
L'affidamento condiviso, per situazioni come quella descritta, si presenta come una opzione che permette di superare gli ostacoli: il padre può continuare a sostenere i bambini nonostante il divorzio, la madre ha il "comfort psicologico" non solo di assumersi tutte le responsabilità della genitorialità, e che i bambini non perdono uno dei loro genitori nel loro ruolo di genitore attivo.
Nel gennaio 1995, Julio Francisco Trucco ha fondato l'Associazione per i nuovi genitori nella Repubblica Argentina e da allora è stato responsabile della divulgazione di questa opzione nel paese.  Composto da diverse centinaia di madri e genitori divorziati, questa organizzazione ha presentato in diverse occasioni, le proposte nel Congresso Nazionale argentina, oltre ad essere in evidenza in molti mezzi di informazione per diffondere il peso della sua opinione. Fin dalla sua fondazione, gli avvocati da loro incaricati hanno tenuto centinaia di accordi di affidamento condiviso approvato in molti tribunali del paese.  Inoltre, per il suo carattere pionieristico, questa partnership ha fornito un modello per molti altri che sono stati fatti da allora in Spagna e America Latina.